# Hypolimnas deludens
Hypolimnas deludens är en fjärilsart som beskrevs av Smith 1891. Hypolimnas deludens ingår i släktet Hypolimnas och familjen praktfjärilar. Inga underarter finns listade i Catalogue of Life.